# 卡利米烏斯河
卡利米烏斯河（羅馬化：Kal'mius），全長209公里，位於烏克蘭境內，流經马里乌波尔及頓涅茨克市，而河口位於亞速海。鄰近的Kalchik河河水注入了卡利米烏斯河。卡利米烏斯曾經也是十六世紀哥薩克堡壘的名稱。